# پروتوبلورین
فاز پُروتوبلورین (به انگلیسی: protocrystalline) یا آغازبلورین، یک فاز متمایز است که درطول رشد بلور رخ می‌دهد و به شکل ریزبلورین تبدیل می‌شود. این اصطلاح معمولاً با فیلم‌های سیلیکونی در کاربردهای نوری مانند سلول‌های خورشیدی مرتبط است.

## کاربردها

### سلول‌های خورشیدی سیلیکونی
سیلیکون اَریخت (به انگلیسی: amorphous) (a-Si) به دلیل هزینه کم و سهولت تولید، یک ماده سلول خورشیدی محبوب است. به دلیل ساختار بی‌نظم (دنباله اورباخ)، جذبش (به انگلیسی: absorption) آن به انرژی‌های زیر شکاف نواری گسترش می‌یابد که منجر به پاسخ طیفی با گستره-پهن (به انگلیسی: wide-range) می‌شود. با این حال، بازده سلول خورشیدی نسبتاً پایینی دارد. آغازبلورین سیلیکون (pc-Si:H) نیز به دلیل ساختار بلوری منظم‌تر، جذبش نسبتاً کمی در نزدیکی شکاف نواری دارد؛ بنابراین، سیلیکون آغازبلورین و اَریخت را می‌توان در یک سلول خورشیدی پشت سر هم ترکیب کرد، جایی که لایه نازک بالایی a-Si:H نور با طول‌موج-کوتاه را جذب می‌کند درحالی که طول‌موج‌های بلندتر توسط لایه سیلیکونی آغازبلورین زیرین جذب می‌شود.